# Бејтинг Холоу (Њујорк)
Бејтинг Холоу (енгл. Baiting Hollow) насељено је место без административног статуса у америчкој савезној држави Њујорк.

## Демографија
По попису из 2010. године број становника је 1.642, што је 193 (13,3%) становника више него 2000. године.
| Група             | 2000.         | 2010.         |
| Белци             | 1.360 (93,9%) | 1.509 (91,9%) |
| Афроамериканци    | 20 (1,4%)     | 15 (0,9%)     |
| Азијати           | 8 (0,6%)      | 12 (0,7%)     |
| Хиспаноамериканци | 58 (4,0%)     | 98 (6,0%)     |
| Укупно            | 1.449         | 1.642         |